# 斯特凡·約維奇
斯特凡·約維奇（1990年11月3日—），塞爾維亞籃球運動員，他也是塞爾維亞國家男子籃球隊的一員。